# Хорхе Луїс Рохас
Хорхе Луїс Рохас Мендоса (ісп. Jorge Luis Rojas Mendoza; нар. 7 січня 1993, Консепсьйон) — парагвайський футболіст, вінгер.

## Біографія

### Клубна кар'єра
Рохас розпочав кар'єру в клубі «Серро Портеньйо». 6 березня 2011 року в матчі проти столичного «Індепендьенте» він дебютував у парагвайській Прімері. У 2012 році Хорхе допоміг команді виграти чемпіонат Парагваю.
Після виступу на молодіжному чемпіонаті світу Рохас перейшов до португальської «Бенфіки», але через високу конкуренцію виступав лише за дублерів лісабонського клубу. На початку 2014 року він на правах оренди перейшов у «Белененсеш». 9 березня в матчі проти «Ольяненсе» Хорхе дебютував у Прімейра-лізі, де зіграв загалом 6 ігор.
Влітку того ж року Рохас знову був відданий в оренду в аргентинську «Хімнасію Ла-Плата». 11 серпня в матчі проти «Рівер Плейта» він дебютував в аргентинській Прімері . 30 серпня у поєдинку проти «Годой-Крус» Хорхе забив свій перший гол за нову команду . На початку 2016 року Рохас на правах оренди повернувся до рідного «Серро Портеньйо», з яким згодом підписав повноцінний контракт і 2017 року знову став чемпіоном Парагваю.
2019 року виступав у Мексиці за клуби «Керетаро» та «Тіхуана», після чого повернувся на батьківщину і 2020 року з командою «Олімпія» (Асунсьйон) втретє у кар'єрі став чемпіоном Парагваю.
У 2021 році виступав за клуб «Соль де Америка», але на поле виходив вкрай рідко, зігравши лише 5 ігор у чемпіонаті і в кінці року покинув клуб.

### Міжнародна кар'єра
На початку 2013 року Рохас став срібним призером молодіжного чемпіонату Південної Америки в Аргентині. На турнірі він зіграв у всіх дев'яти матчах і у проти Болівії (5:1) та Колумбії (1:2) забив по голу.
Цей результат дозволив команді взяти участь у молодіжному чемпіонаті світу 2013 року в Туреччині. На турнірі він зіграв у трьох матчах і в грі проти команд Малі (1:1) забив гол, а його команда вилетіла на стадії 1/8 фіналу.
23 лютого 2012 року в товариському матчі проти збірної Гватемали Рохас дебютував за національну збірну Парагваю. 16 жовтня 2013 року у відбірковому матчі до чемпіонату світу 2014 року проти збірної Колумбії (1:2) Хорхе забив свій перший гол за національну команду. Загалом на головну збірну Рохас провів 16 матчів і забив 1 гол.

## Досягнення
- Чемпіон Парагваю: Апертура 2012, Клаусура 2017, Клаусура 2020
- Віцечемпіон молодіжного чемпіонату Південної Америки: 2013